# Dinamo-Czüj UWD
Dinamo-Czüj UWD (kirg. Футбол клубу «Динамо-Чүй УВД» Чүй областы) – kirgiski klub piłkarski, mający siedzibę w stolicy obwodu czujskiego, mieście Tokmok na północy kraju.

## Historia
Chronologia nazw:
- 1995: Dinamo-Czüj UWD (ros. «Динамо-Чуй» Чуйская обл.)

Piłkarski klub Dinamo-Czüj UWD został założony w miejscowości Tokmok w roku 1995 i reprezentował Departament Spraw Wewnętrznych w obwodzie czujskim (ros. УВД – Управление внутренних дел). W 1995 zespół debiutował w Wyższej Lidze, w której zajął 7.miejsce w grupie spadkowej północnej. W 1999 startował w rozgrywkach Pucharu Kirgistanu, gdzie grał w 1/64 finału. W 2000 i 2001 znów występował w rozgrywkach pucharowych. Potem klub uczestniczył w turniejach seniorów.

## Sukcesy

### Trofea międzynarodowe
Nie uczestniczył w rozgrywkach azjatyckich (stan na 31-12-2015).

### Trofea krajowe
| \| \| Zdobyte trofea w rozgrywkach Kirgistanu (stan na: 31-12-2015) \| |                                                               |      |                             |
| Rozgrywki                                                              | Osiągnięcie                                                   | Razy | Sezon(y)                    |
| Mistrzostwo                                                            | I miejsce                                                     | 0    |                             |
| Mistrzostwo                                                            | II miejsce                                                    | 0    |                             |
| Mistrzostwo                                                            | III miejsce                                                   | 0    |                             |
| Mistrzostwo                                                            | 7.miejsce                                                     | 1    | 1995 (gr.spadkowa północna) |
| Puchar                                                                 | zdobywca                                                      | 0    |                             |
| Puchar                                                                 | finalista                                                     | 0    |                             |
| Puchar                                                                 | 1/16 finału                                                   | 1    | 2001                        |
| II liga                                                                | I miejsce                                                     | ?    |                             |
| II liga                                                                | II miejsce                                                    | ?    |                             |
| II liga                                                                | III miejsce                                                   | ?    |                             |
| Kirgistan                                                              | Zdobyte trofea w rozgrywkach Kirgistanu (stan na: 31-12-2015) |      |                             |

## Stadion
Klub rozgrywał swoje mecze domowe na stadionie Spartak w Tokmoku, który może pomieścić 3500 widzów.